# Kola (cantante)
Kola, pseudonimo di Anastasija Olehivna Prudius (in ucraino Анастасія Олегівна Прудіус?; Charkiv, 19 ottobre 1992), è una cantante ucraina.

## Biografia
Kola, che si è avvicinata al mondo musicale sin da bambina, si è fatta conoscere dopo aver partecipato a Holos kraïny come membro del team di Potap. Ha successivamente preso parte a Vidbir 2017 con l'inedito Flow, nel tentativo di rappresentare l'Ucraina all'Eurovision Song Contest, dove tuttavia non è riuscita a qualificarsi per la finale.
Ha guadagnato maggior visibilità con la hit Čy razom? (2022), arrivata al 2º posto della classifica nazionale. Lo stesso esito è stato ottenuto con Bilja sercja (2022), vincitrice di un premio YUNA. Il primo ha anticipato l'uscita dell'album in studio di debutto Nakvolo, uscito nel settembre 2022.
Ljudi, un duetto con MamaRika, ha finito per scalare la hit parade ucraina fino al 4º posto. Ha poi collaborato con Yaktak nel tormentone estivo Porička, prima numero uno della cantante. Nel maggio 2023 viene incisa Koly my dvoje, una collaborazione con gli Okean El'zy dal moderato successo radiofonico, ed è avvenuta la pubblicazione del secondo EP, intitolato Muzyčnyj ščodennyk. Častyna 1.
Kola è stata la donna più riprodotta dalle radio ucraine nel corso dell'anno, con oltre 1,1 milioni di dati rilevati dalla Tophit (risultato replicato anche nel 2024). Il successo riscosso è stato sufficiente da renderla l'artista col maggior numero di nomination ricevute agli YUNA (6); nell'occasione, ha trionfato nella categoria di miglior artista femminile.
Nel febbraio 2025 è stata candidata per altri tre premi YUNA, tra cui quello alla miglior artista femminile e quello al miglior concerto dal vivo; alla cerimonia, ha vinto il primo riconoscimento.

## Discografia

### Album in studio
- 2022 – Navkolo

### EP
- 2019 – Yo!yo!
- 2023 – Muzyčnyj ščodennyk. Častyna 1

### Singoli
- 2017 – Flow
- 2017 – Ja ljublju tebe
- 2017 – Move On
- 2017 – Zombi
- 2018 – Synchrofazatron
- 2019 – We Can Change the World
- 2019 – NLO
- 2021 – Vidčuvaju
- 2021 – LM
- 2021 – Prochana hostja
- 2021 – Ba
- 2021 – Malen'ka divčynka
- 2022 – Perše chohannja
- 2022 – Ukraïno - my syla
- 2022 – Parasoli
- 2022 – Čy razom?/Czy razem? (solo o con Siles)
- 2022 – Dočekajus'
- 2022 – Karnizy (con Dovi)
- 2022 – Bilja sercja
- 2022 – Don'ci (con Vyshebaba)
- 2022 – Lystopad
- 2022 – Holos
- 2022 – Do bat'kiv (con Krechet)
- 2023 – Litačok
- 2023 – Tebe - sobi
- 2023 – Ljudy (con MamaRika)
- 2023 – Porička (con Yaktak)
- 2023 – Inši my
- 2023 – Koly my dvoje (con gli Okean El'zy)
- 2023 – Nebo chylyt'sja (con Al'ona Al'ona)
- 2023 – Pid krylom
- 2023 – Virte ljudy u dyva (con Vlada K)
- 2023 – Zorepady (con gli Adam)
- 2023 – Buty prostym
- 2023 – A šo ja?
- 2023 – Ščedra nič (con Al'ona Al'ona e Jerry Heil)
- 2023 – Šljach (con Vyshebaba)
- 2024 – Milimetr
- 2024 – Upijmaj moje serce (con i Kalush)
- 2024 – Pam"jataj (con i Kalush)
- 2024 – Salut papa
- 2024 – Tjul'pany (con Miša Krupin)
- 2024 – Ciluj
- 2024 – Temperatura (con Parfenjuk)
- 2024 – Temno-synij (con Geed)
- 2024 – ŠI
- 2024 – Nič jaka misjačna (con Artem Pyvovarov)
- 2024 – Tytanik
- 2024 – Dotykam (con Bulvar Lu)
- 2025 – Kraj
- 2025 – Bljuz
- 2025 – Karma (con Julja Bjeljajeva)
- 2025 – Hovoryly